# 奥尔登
奥尔登（英語：Alden）是位于美国纽约州伊利县的一个镇，地处伊利县东北部、布法罗以东。2010年美国人口普查时，该镇有10865人。奥尔登县建于1823年。其面积为34.5平方英里。